# Jelizaveta Mukasej
Jelizaveta Ivanovna Mukasej (rusko Елизаве́та Ива́новна Мукасе́й), sovjetska vohunka, * 21. marec 1912, Ufa, † 19. september 2009, Moskva.
Jelizaveta, s kodnim imenom Elza, je kot vohunka za Sovjetsko zvezo delovala z možem Mihailom (s kodnim imenom Zefir) v zahodni Evropi in ZDA. Njuno vohunsko delovanje se je začelo med drugo svetovno vojno in se nadaljevalo do sedemdesetih let 20. stoletja.